# 龙头庵乡
龙头庵乡，是中华人民共和国湖南省怀化市辰溪县下辖的一个乡镇级行政单位。

## 行政区划
龙头庵乡下辖以下地区：
龙头庵社区、雪峰村、九曲村、塘冲村、戴家坪村、大村、中溪口村、皇滩村、长田村、石溪口村、枣子村、茶园村、寨门村和龙头庵村。